# John Kousgård Sørensen
John Kousgård Sørensen (født 6. december 1925 i København, død 10. januar 1999) var en dansk filolog, stednavneforsker og professor i dansk sprog ved Københavns Universitet 1969-1994.
Kousgård Sørensens første faglige artikel, der handlede om Thomas Kingos privatortografi, blev bragt i Sprog og Kultur nr. 17 i 1949.
Hans sidste foredrag handlede om etymologi i teori og praksis og blev bragt (posthumt) som artikel i Danske Studier i 1999.
Gennem hele sit liv skrev Kousgård Sørensen først og fremmest om danske stednavne. Blandt hans vigtigste faglige indsats kan nævnes "Danske bebyggelsesnavne på -sted" fra 1958, to indføringer i stednavneforskning: Stednavneforskning 1 fra 1972 og Stednavneforskning 2 fra 1979, Patronymer i Danmark, 1-2 udgivet hhv. 1984 og 1997 samt Danske sø- og ånavne, 1-8 udgivet 1968-1996. Af andre stednavneværker må nævnes udgivelsen af bebyggelsesstednavne i Odense Amt og Svendborg Amt.

## Æresbevisninger
Kousgård Sørensen var medlem af bl.a. Det Kgl. Danske Videnskabernes Selskab og æresdoktor ved Uppsala Universitet.

## Forfatterskab
- John Kousgård Sørensen: Danske bebyggelsesnavne på -sted; 1958; ISBN 978-87-635-3583-0
- John Kousgård Sørensen (red.): Danske sø- og ånavne 1; 1968; ISBN 978-87-635-3292-1
- Danmarks Stednavne nr. 13: Svendborg Amts Bebyggelsesnavne, ved J. Kousgård Sørensen, 1969; ISBN 978-87-635-3593-9
- Danmarks Stednavne nr. 14: Odense Amts Bebyggelsesnavne, ved J. Kousgård Sørensen, 1969; ISBN 978-87-635-3594-6
- John Kousgård Sørensen: Stednavneforskning 1; 1972; ISBN 978-87-635-3591-5
- John Kousgård Sørensen (red.): Danske sø- og ånavne 2; 1973; ISBN 978-87-635-3294-5
- John Kousgård Sørensen: Festskrift til Kristian Hald; 1974; ISBN 978-87-635-3601-1
- John Kousgård Sørensen (red.): Danske sø- og ånavne 3; 1978; ISBN 978-87-635-3295-2
- John Kousgård Sørensen (red.): Stednavneforskning 2; 1979; ISBN 978-87-635-3592-2
- John Kousgård Sørensen (red.): Danske sø- og ånavne 4; 1981; ISBN 978-87-635-3296-9
- John Kousgård Sørensen: Danske sø- og ånavne 5; 1984; ISBN 978-87-635-3297-6
- John Kousgård Sørensen: Danske sø- og ånavne 6; 1987; ISBN 978-87-635-3298-3
- John Kousgård Sørensen: Danske sø- og ånavne 7; 1989; ISBN 978-87-635-3299-0
- John Kousgård Sørensen (red.): Danske sø- og ånavne 8; 1996; ISBN 978-87-635-3266-2

### Artikler
- John Kousgård Sørensen (1981), "Stednavnene og bebyggelserne, ældre?, samtidige?, yngre?", Fortid og Nutid: 91-96, Wikidata  Q134528441
- John Kousgård Sørensen (1999), "Etymologi - teori og praksis", Danske Studier: 5-15, Wikidata  Q134528403